# Fatehpur
Pour l’article homonyme, voir Fatehpur (Pakistan).
Fatehpur est une petite ville du Shekhawati au Rajasthan en Inde. Elle compte environ 90 000 habitants. La vie de ces derniers s'organise autour d'un marche animé et coloré. Une cinquantaine de mosquées et au moins de temples hindous rythment musicalement la vie des habitants. Riche de plusieurs centaines de haveli dont certaines ont des dimensions palatales, Fatehpur commence à attirer quelques touristes intéressés par cette architecture unique au monde qu'offre la région.

## Histoire
D’après le calendrier indien, le « Sambat » (il faut ajouter 57 ans par rapport à notre calendrier), la ville de Fatehpur a été fondée en 1502.
Tout commence dans une ville de l’Haryana, loin du Rajasthan où se trouve actuellement Fatehpur. Fateh Ali Khan, le fils aîné du roi d’Hisar, monte sur le trône en 1505. Cependant le roi Lodi attaque ce royaume peu après et, à la fin de cette bataille, dont il sort gagnant, devient roi de Delhi en 1507.
Ayant perdu la ville d’Hisar, Fateh Ali Khan est venu fonder une nouvelle ville d’une muraille de 300 m2 et épaisse de 1,43 m, ce qui explique les 26 mois nécessaires à sa construction. Ce n’est qu’à la fin de 1508 que le nouveau roi est venu s’installer à Fatehpur. En fait, après la perte du royaume d’Hisar, Fateh Ali Khan est allé vivre à Chittogarh le temps que le fort soit achevé. Quand enfin il put s’y établir, il a offert à un maharajah très important, Ganga Singh, une plaque mémorial en cuivre que l’on peut toujours trouver aujourd’hui dans la famille du maharajah. En échange, ils recevaient sa sécurité et sa protection.
Fateh Ali Khan est né en 1474 et mort en 1531. Après sa mort, Nahar Khan a repris la construction du fort à partir de 1593. En 1662, Dolat Khan a restauré le fort en édifiant une entrée et creusant un canal tout autour du château. Aujourd’hui, ce fort est pratiquement détruit, mais il reste cependant quelques endroits qui gardent des traces de ce passé fastueux.